# Alseïden
Alseïden zijn in de Griekse mythologie de nimfen van kleine groepjes van bomen in het algemeen, net als de auloniaden.
Ze zouden voor de grap reizigers aan het schrikken maken, als deze door hun territorium trokken. De naam is afgeleid van het Griekse woord alsea of alsos dat "bosje" betekent. De alseïden zijn dryaden (bosnimfen), en deze groep behoort weer tot de nimfen.